# Демьянов, Игорь Янович
Игорь Янович Демьянов (28 июля 1924, Москва — 17 сентября 1999, Энгельс, Саратовская область) — советский гребец и тренер. Мастер спорта СССР (1946). Заслуженный мастер спорта России. Заслуженный тренер СССР (1957).

## Биография
Родился 28 июля 1924 года в Москве. Выпускник Московского авиационного института (1948).
Представлял московское общество «Крылья Советов».
Пятикратный чемпион СССР по академической гребле (1947, 1948, 1949, 1950 — в одиночке; 1948 — в двойке парной).
На тренерской работе с 1953 года. Являлся тренером сборной СССР на Олимпийских играх в Токио в 1964 году.
С 1983 года работал тренером гребцов в Саратове и Энгельсе. Подготовил 10 заслуженных мастеров спорта, 20 мастеров спорта международного класса и 60 мастеров спорта СССР. Среди его воспитанников — Вячеслав Иванов.
Автор книг по академической гребле: «Техника гребли» (1969) и «Всё о гребле» (2000, посмертно).
Скончался 17 сентября 1999 года в Энгельсе.